# Бран (граф Леона)
Бран (фр. Bran, брет. Bran; умер после 9 июля 871) — вероятно, первый известный граф Леона.

## Биография
Бран был, вероятно, первым графом Леона, известным из исторических источников. Он участвовал в споре за владение Редонским аббатством. 9 июля 871 года Бран упоминается в хартии, составленной в связи с этим событием, вместе с графом Ванна Паскветеном, графом Корнуая Риваллоном, графом де Пентьевр и де Гоэлё Морветеном, графом Ренна Юдикаэлем, Риваллоном и Виго, сыновьями короля Бретани Саломона. Однако неизвестно, точно ли владением Брана было графство Леон.
О происхождении и семье Брана ничего неизвестно. Следующие правители Леона, Гиомар I и Морван, упоминаются больше чем через полтора столетия.